# As-Sawadijja Nabhan
As-Sawadijja Nabhan – wieś w Syrii, w muhafazie Idlib. W 2004 roku liczyła 995 mieszkańców.